# 芦刈南インターチェンジ
芦刈南インターチェンジ（あしかりみなみインターチェンジ）は、佐賀県小城市にある有明海沿岸道路（佐賀福富道路）のインターチェンジである。

## 歴史
- 2016年3月26日 : 芦刈IC - 芦刈南IC間開通に伴い供用開始[1][2]。
- 2016年6月23日 : 芦刈南IC出口ランプ付近で、雨が原因で盛土が崩落し、芦刈IC - 芦刈南ICが通行止めになる[3]。
- 2018年3月30日 : 芦刈IC - 芦刈南ICの上り線が復旧[4]。
- 2018年12月26日 : 芦刈IC - 芦刈南ICの下り線が復旧[5]。
- 2021年7月24日 : 芦刈南IC - 福富IC間 開通[6]。

## 接続する道路
- 小城市道（間接的に国道444号と接続）

## 隣
有明海沿岸道路（佐賀福富道路）
芦刈IC - 芦刈南IC - 福富北IC